# Diocesi di Taborenta
La diocesi di Taborenta (in latino: Dioecesis Taborentensis) è una sede soppressa e sede titolare della Chiesa cattolica.

## Storia
Taborenta, forse identificabile con le rovine nei pressi di Saida nell'odierna Algeria, è un'antica sede episcopale della provincia romana della Mauritania Cesariense.
Unico vescovo conosciuto di questa diocesi africana è Vittore, il cui nome appare al 18º posto nella lista dei vescovi della Mauritania Cesariense convocati a Cartagine dal re vandalo Unerico nel 484; Vittore, come tutti gli altri vescovi cattolici africani, fu condannato all'esilio.
Dal 1933 Taborenta è annoverata tra le sedi vescovili titolari della Chiesa cattolica; dall'8 settembre 2008 l'arcivescovo, titolo personale, titolare è Martin Krebs, nunzio apostolico in Svizzera, nel Principato di Liechtenstein e nel Principato di Monaco.

## Cronotassi

### Vescovi residenti
- Vittore † (menzionato nel 484)

### Vescovi titolari
- Jean-Baptiste-Adrien Llosa † (26 luglio 1966 - 18 febbraio 1971 dimesso)
- Wolfgang Rolly † (5 giugno 1972 - 25 marzo 2008 deceduto)
- Martin Krebs, dall'8 settembre 2008